# Jozef Kollárik
Jozef Kollárik (* 13. března 1951) je bývalý slovenský fotbalový obránce a trenér.

## Fotbalová kariéra
V československé lize hrál za AC Nitra. V československé lize nastoupil ve 21 utkáních a vsítil 1 branku.

## Trenérská kariéra
Trénoval mj. Zlaté Moravce, Nitru, Močenok, Veľký Lapáš a MŠK Hurbanovo.

## Ligová bilance
| Ročník                                     | Zápasy | Góly | Minuty | Klub           |
| ------------------------------------------ | ------ | ---- | ------ | -------------- |
| 1. československá fotbalová liga 1972/1973 | 2      | 0    | 29     | AC Nitra       |
| 1. československá fotbalová liga 1974/1975 | 2      | 0    | 180    | AC Nitra       |
| 1. československá fotbalová liga 1979/1980 | 10     | 0    | 604    | Spartak Trnava |
| 1. československá fotbalová liga 1979/1980 | 7      | 1    | 453    | Plastika Nitra |
| LIGA CELKEM                                | 21     | 1    | 1 266  |                |